# Чрна-на-Корошкем
Чрна-на-Корошкем (словен. Črna na Koroškem) — поселення в общині Чрна-на-Корошкем, Регіон Корошка, Словенія. Висота над рівнем моря: 581,2 м.